# Cavalli da corsa davanti alle tribune
Cavalli da corsa davanti alle tribune o La sfilata(Le défilé) è un dipinto del pittore francese Edgar Degas, realizzato nel 1866-68 e conservato al Musée d'Orsay di Parigi.

## Descrizione
Con il proprio pennello Degas si proponeva di cogliere instancabilmente l'autentico significato della vita contemporanea, sulla scia di quanto prescriveva Édouard Manet, vero e proprio catalizzatore del gruppo impressionista. Il tema dell'ippodromo con i cavalli, in effetti, era uno dei preferiti dall'artista, che vi individuava un pretesto ideale per studiare le forme e il movimento. Pur subendo il fascino delle foto di azione di Eadweard Muybridge, tuttavia, Degas non poneva mai l'accento sulla corsa vera e propria, bensì preferiva coglierne i momenti relativamente più tranquilli. Cavalli da corsa davanti alle tribune, completato nel 1868, pervenne alle collezioni di J. B. Faure, Durand-Ruel e Isaac de Camondo, per poi essere consacrato all'ufficialità del museo nel 1911 (anno del suo ingresso al Louvre): trovò infine la sua collocazione definitiva nel 1986, quando venne trasferito al museo d'Orsay, sempre a Parigi, dove è catalogato con il numero d'inventario RF 1981.
In Cavalli da corsa davanti alle tribune Degas sa ricreare in maniera magistrale l'atmosfera delle corse. Il pittore raffigura cavalli e cavalieri in rivista, mentre si avviano alla partenza: la competizione, in effetti, è prossima ad iniziare. L'eccitazione è palpabile, e culmina nello scatto improvviso e nervoso dell'ultimo purosangue sullo sfondo, che rende efficacemente la tensione che precede ogni gara che si rispetti. Gli altri equini, invece, sono disposti a destra lungo una linea diagonale, come se fossero ballerine sul proscenio in attesa dell'inchino. Sullo sfondo, attraverso la luce chiara e tersa, si profilano alcune ciminiere fumanti, le quali non solo danno ritmo all'orizzonte, ma stanno anche a suggerire la collocazione geografica dell'avvenimento (ovvero Parigi) e, per di più, offrono una testimonianza concreta della nascente industrializzazione che stava interessando la capitale. Un cavallo scalpitante con relativo fantino sta sfilando davanti al pubblico alla moda, ammassato sulla tribuna a sinistra, il quale per ripararsi dalla luce guizzante fa ricorso ad eleganti parasoli.

## Tecnica
Nell'opera viene accordata notevole importanza al disegno, che è chiaro e preciso e descrive ottimamente l'equilibrio dei cavalli al trotto prima della partenza, mentre il reticolo prospettico viene qui descritto dalla balaustra che cinge la tribuna e dalla fila dei cavalli, con il punto di fuga situato presso il cavaliere sullo sfondo lanciato al galoppo. Lo spazio viene quindi descritto ancora in maniera tradizionale, con la convergenza delle linee prospettiche verso un punto centrale: ciò malgrado, Degas già in questo dipinto adotta un taglio compositivo inconsueto, reso dinamico dall'accorgimento di lasciare fuori campo parte delle tribune (a sinistra) e la testa del cavallo in primo piano, a destra.
La luce, inoltre, è per Degas il pretesto per offrire all'osservatore una vasta e armoniosa gamma di sfumature molto opache, perlopiù brune e aranciate. La tavolozza del dipinto, d'altronde, è particolarmente viva e squillante in quanto Degas si è preoccupato di giustapporre le varie tinte così da esaltarle vicendevolmente: ecco allora che il manto dei cavalli rinvia cromaticamente alle casacche dei fantini, i quali si richiamano reciprocamente con la copertura della tribuna, con gli alberi, con le vesti variopinte degli spettatori.
Vi è, inoltre, una sostanziale economia di dettagli: Degas, ad esempio, omette volontariamente quei particolari che agevolerebbero un'identificazione dei proprietari dei cavalli, come ad esempio il colore delle casacche. Notevoli, infine, i debiti che i Cavalli da corsa davanti alle tribune devono alla pittura del passato: l'intero dipinto propone infatti un'attualizzazione dei cavalli da battaglia della pittura storica di Paolo Uccello e Van Dyck, che egli cerca di riproporre in chiave moderna.